# Exology Chapter 1: The Lost Planet
Exology Chapter 1: The Lost Planet es el primer álbum en vivo de la boyband EXO, lanzado el 22 de diciembre de 2014 por S.M. Entertainment. Tiene 2 CD y un total de 36 canciones, incluyendo pistas individuales de cada uno de los miembros, así como versiones de estudio de algunas de sus canciones remezcladas. El álbum fue lanzado en dos versiones: una versión normal y una versión especial.

## Lista de canciones
| Versión normal |                                           |          |  |
| N.º            | Título                                    | Duración |  |
| 1.             | «The Lost Planet (Live)»                  | 4:29     |  |
| 2.             | «Haka (Live)»                             | 0:45     |  |
| 3.             | «MAMA (Rearranged) (Live)»                | 4:26     |  |
| 4.             | «Let Out The Beast (Live)»                | 3:33     |  |
| 5.             | «I'm Lay (LAY Solo) (Live)»               | 1:12     |  |
| 6.             | «Moonlight (Live)» (Hangul:월광)          | 4:27     |  |
| 7.             | «Delight (CHANYEOL Solo)»                 | 1:45     |  |
| 8.             | «Angel (Live)»                            | 3:02     |  |
| 9.             | «Black Pearl (Rearranged) (Live)»         | 3:09     |  |
| 10.            | «Up Rising (CHEN Solo) (Live)»            | 1:45     |  |
| 11.            | «XOXO (Kisses & Hugs) (Live)»             | 3:14     |  |
| 12.            | «Beat Maker (SEHUN Solo) (Live)»          | 1:32     |  |
| 13.            | «Love, Love, Love (Rearranged) (Live)»    | 3:44     |  |
| 14.            | «Thunder (Live)»                          | 3:12     |  |
| 15.            | «Tell Me What Is Love (D.O. Solo) (Live)» | 1:49     |  |
| 16.            | «My Lady (Live)»                          | 3:33     |  |
| 17.            | «My Turn To Cry (BAEKHYUN Solo) (Live)»   | 1:25     |  |
| 18.            | «Baby Don't Cry (Live)»                   | 4:04     |  |

| Versión especial |                                                              |          |  |
| N.º              | Título                                                       | Duración |  |
| 1.               | «Machine (Live)»                                             | 2:41     |  |
| 2.               | «Breakin' Machine (XIUMIN Solo) (Live)»                      | 1:05     |  |
| 3.               | «3.6.5 (Live)»                                               | 3:08     |  |
| 4.               | «History (Live)»                                             | 3:31     |  |
| 5.               | «Beautiful (SUHO Solo) (Live)»                               | 1:31     |  |
| 6.               | «Peter Pan (Live)» (Hangul:피터팬)                           | 3:53     |  |
| 7.               | «Metal (TAO Solo) (Live)»                                    | 1:25     |  |
| 8.               | «Deep Breath (KAI Solo) (Live)»                              | 1:28     |  |
| 9.               | «Overdose (Live)» (중독)                                     | 3:28     |  |
| 10.              | «Wolf - The Legend Begins (Live)»                            | 0:37     |  |
| 11.              | «Wolf (Live)» (늑대와 미녀)                                  | 3:52     |  |
| 12.              | «Growl (Live)» (으르렁)                                      | 3:28     |  |
| 13.              | «Lucky (Live)»                                               | 3:29     |  |
| 14.              | «Black Pearl (Rearranged) [Studio Version] (Live)»           | 3:09     |  |
| 15.              | «Love, Love, Love (Acoustic Version) (Live)»                 | 3:46     |  |
| 16.              | «Wolf (Stage Version) [Studio Version] (Live)» (늑대와 미녀) | 4:16     |  |
| 17.              | «Growl (Stage Version) [Studio Version] (Live)» (으르렁)     | 5:29     |  |
| 18.              | «December, 2014 (The Winter’s Tale) (Live)»                  | 3:37     |  |